# UR-100N
El UR-100N (en ruso: УР-100Н, designación GRAU: 15А30, Designación OTAN: SS-19 Stilleto) es un misil ICBM pesado ruso de cuarta generación, desarrollado en la Unión Soviética, con dos etapas de impulsión, puede lanzar de 1 a 6 ojivas nucleares en un vehículo de transporte MIRV entre 0,5 a 0,75 megatones a unos 10 000 km de distancia. Considerado durante mucho tiempo la "columna vertebral" de las Fuerzas de Cohetes Estratégicos, fue presentado al servicio operativo en 1975 como sucesor del misil ICBM UR-100 y MR UR-100, en plena Guerra Fría después del SS 18 SATAN [R 36M].

## Historia
Durante la Guerra Fría la Unión Soviética y Estados Unidos, continuaron con el desarrollo de nuevos misiles balísticos intercontinentales, más potentes, con mayor precisión y con capacidad de lanzar múltiples ojivas nucleares.
Existieron 3 modelos de este misil en la Unión Soviética, el último de los cuales se desplegó a finales de 1979 en silos subterráneos de lanzamiento y camiones de transporte, su precisión es de 350 metros para cada ojiva nuclear, en diferentes objetivos enemigos a más de 10 000 km de distancia.
El misil ICBM tiene instalado un moderno sistema de control inercial basado en computadoras, los primeros motores de combustible sólido y un vehículo de transporte MIRV. En la ojiva del misil (peso: 4,3 toneladas) esta una etapa especial con un grupo motopropulsor de combustible líquido, que realiza el lanzamiento paulatino de ojivas nucleares desde el espacio, sobre los blancos designados en la misión del misil, a diferente altitud para alcanzar diferentes objetivos enemigos, bases militares, ciudades y escuadras navales.
Los UR-100N están emplazados en Derazhnaya, Kozelsk, Pervomaysk y Tatishchevo. Actualmente existen 170 lanzadores en territorio de Rusia. En diciembre de 1995 se acordó extender su vida operativa entre 10 y 25 años más. El 15 de noviembre de 2006 se realizó con éxito una prueba de lanzamiento de este misil desde la base de Baikonur, y se afirmó que los ICBM de esta clase permanecerán en servicio hasta el año 2030 como mínimo.
Rusia compró cerca de 30 misiles a Ucrania a cambio de 50 millones de dólares en deudas de gas de ese país. Todos los misiles ucranianos fueron desmantelados y transferidos a Rusia tras la fragmentación de la Unión Soviética, y todavía son operativos en Rusia.